# Matteo Ferro
Matteo Ferro (Rovigo, 9 luglio 1992) è un rugbista a 15 italiano, Numero 5 del Rovigo in TOP12.

## Biografia
Matteo nasce a Rovigo e fin dalla primissima età viene avviato all'attività sportiva. Avvicinatosi al rugby, inizia la carriera nelle giovanili del Rovigo, prima nella Monti Rugby Rovigo per poi passare agli Juniores della Junior Rugby Rovigo. Nel periodo giovanile viene notato dai selezionatori della nazionale italiana che lo convocano dal 2009 nelle nazionali Under-17, Under-18, Under-19 e Under-20, partecipando al sei nazioni riservato alla categoria ed al Junior World Rugby Championship.
Nel frattempo, dalla stagione 2011-2012 entra nella rosa della prima squadra, conquistando ben presto la fiducia dell'allora allenatore Polla Roux che gli affida un posto da titolare.
Attualmente è capitano della prima squadra del Rugby Rovigo Delta dove gioca come seconda linea.

## Palmarès

### Club
- Campionati italiani: 4
Rovigo: 2015-16, 2020-21, 2022-23, 2024-25
- Coppe Italia: 2
Rovigo: 2019-20, 2024-25

### Individuale
- MVP Campionato 2013-14[1]